# 楊彧
楊彧（英語：Yeung Yuk，1985年9月20日—），前深水埗區議會主席兼荔枝角南選區議員，是民協署理主席。

## 早年經歷
楊彧生於福建家庭，5歲由福建來港，小時住北角，讀蘇浙小學。中學時受到公民黨前立法會議員吳靄儀啟蒙。於伊拉克戰爭期間，亦曾在校內發起反戰宣傳。其後升讀理大社會政策及行政學系，遇到當時教社福政策（其後成為社福界立法會議員）的邵家臻，得其啟蒙。

## 個人生活
楊彧已婚，並於2019年1月誕下一女兒。

## 區議員生涯

### 揭發2018年3月補選陷入賄選疑雲
於2018年3月11日的立法會補選，鄭泳舜勝出選舉，但其後鄭的選舉工程爆出賄選疑雲。
楊彧於3月15日在Facebook上載一段錄音，錄音中人呼籲居民在311立法會補選投票予2號，之後可向民建聯領取福袋。鄭泳舜回應時指「在整個參選過程中，我和競選團隊均遵守選舉法例。競選活動方面，是依照法例要求進行。」
至2019年10月，廉政公署落案起訴九龍社團聯會的屬會「海麗之友社」兩名義工及兩名海麗邨居民，指他們涉嫌在去年 3 月的立法會補選中違反《選舉(舞弊及非法行為)條例》。其中「海麗之友社」兩名義工，涉嫌在去年 3 月的立法會補選中，向居民派「福袋」，誘使居民投票予某候選人。其後兩名海麗邨居民同意，結果四人一同被控。歷年多位海麗之友社負責人都是民建聯成員，其後民建聯主席、立法會議員李慧琼亦確認，其中一名被告王維霞曾受僱於其辦事處。

### 協助富臨集團被欠薪員工追討欠薪
於COVID-19期間，富臨集團被指控以無薪假之名，迫使工友無限期停薪留職。楊彧連同協助工友的飲食及酒店業職工總會、民協區議員何啟明及職工盟吳敏兒，於5月10日連同數名工友前往富臨皇宮美孚分店抗議。工會指出，富臨申請政府保就業資助，卻要求員工放無薪假，認為這是逃避責任，要求盡快作出員工的遣散安排，還員工應有勞工權益。現場發生推撞，激進建制派人士石房有當時亦在場叫囂，在場人士問石是否老闆欠薪就是正確，石房有回答「係」，最後石房有獲警察如其私人保鑣一樣護送離開，職工盟組織幹事林小薇及草根行動媒體記者則被拘捕。

## 資料來源
1. ↑  . 明報新聞網 - 每日明報 daily news.   [2019-12-30]. （原始内容存档于2019-12-30） （中文（繁體））.
2. ↑  . Apple Daily 蘋果日報.   [2019-12-30]. （原始内容存档于2019-12-05）.
3. ↑  . 明報新聞網 - 每日明報 daily news.   [2019-12-30]. （原始内容存档于2019-12-30） （中文（繁體））.
4. ↑  . 立場新聞 Stand News.   [2019-12-26]. （原始内容存档于2019-12-02） （英语）.
5. ↑  . 立場新聞 Stand News.   [2019-12-26]. （原始内容存档于2020-04-29） （英语）.
6. ↑  . www.bastillepost.com. 2019-12-05  [2019-12-26]. （原始内容存档于2021-12-21）.
7. ↑  鄭秋玲. . 香港01. 2019-10-08  [2019-12-26]. （原始内容存档于2019-12-26） （中文（香港））.
8. ↑  . Apple Daily 蘋果日報.   [2019-12-26]. （原始内容存档于2019-12-26） （中文）.
9. ↑  . 明報新聞網 - 即時新聞 instant news.   [2019-12-26]. （原始内容存档于2020-04-29） （中文（繁體））.
10. ↑  . 大紀元時報 香港｜獨立敢言的良心媒體.   [2019-12-26]. （原始内容存档于2019-12-26） （中文（香港））.
11. ↑  .   [2020-05-10]. （原始内容存档于2020-07-08）.
12. ↑  .   [2020-05-10]. （原始内容存档于2020-05-26）.
13. ↑  曾凱欣. .   [2020-05-10]. （原始内容存档于2020-07-11）.

| 香港區議會    | 香港區議會                                                  | 香港區議會    |
| ------------- | ----------------------------------------------------------- | ------------- |
| 前任： 黃志勇 | 深水埗區議會 荔枝角南選區區議員 2016年1月1日 - 2021年7月9日 | 繼任： 懸空   |
| 前任： 張永森 | 深水埗區議會主席                                            | 繼任： 覃德誠 |